# Noël Sciortino
Pour les articles homonymes, voir Sciortino.
Noël Sciortino, né le 25 décembre 1971 à Tunis, est un joueur de beach soccer international français.
Il fait partie de l'équipe de France de beach soccer championne du monde en 2005.

## Biographie

### Football
Noël Sciortino fait ses débuts dans l'élite régionale avec Endoume Marseille en 1991. En rejoignant Alès en 1994, il découvre le monde professionnel et la D2. Il n'y reste qu'une saison, jouant 18 match de 2e division et rejoint Istres en National puis un premier retour à Endoume au bout de deux saisons.
Il rejoint ensuite Consolat Marseille alors en CFA en 2004. En 2007, Noël Sciortino rejoint l'équipe réserve de l'Olympique de Marseille en CFA 2.
Avant un second retour au source à Endoume Marseille coupé d'un essai à l'US Le Pontet (CFA) en 2010. En 2011, Sciortino rejoint l'US 1er Canton, autre club marseillais puis va réaliser une dernière saison à Consolat Marseille. 
En novembre 2012, Noël Sciortino met fin à sa carrière de joueur pour devenir entraîneur adjoint du club. En 2013, il endosse le rôle d'entraîneur à l'Endoume Marseille tombé en DHR, club où il a passé 13 saisons en tant que joueur,.

### Beach soccer
En 2005, Noël Sciortino est appelé par Éric Cantona pour participer à la Coupe du monde de beach soccer de 2005. En janvier 2006, Sciortino fait partie de la sélection mondiale qui affronte le Brésil, malgré son but marqué, son équipe perd 6-4. Il participe ensuite à l'édition 2006 de la Coupe du monde pour une 3e place finale. Au total, Sciortino participe à dix rencontres de coupe du monde pour neuf victoires et cinq buts inscrits.

## Palmarès
- Coupe du monde de beach soccer
  - Champion en 2005
  - 3e en 2006